# Lippulaiva
Lippulaiva (en français : Vaisseau amiral) est un centre commercial situé dans le quartier d'Espoonlahti, à Espoo, en Finlande.

## Histoire
Lippulaiva est un centre commercial à Espoonlahti, qui a rouvert ses portes en mars 2022. Son prédécesseur était le centre commercial Lippulaiva, ouvert en 1993, au même endroit à l'adresse Espoonlahdenkatu 4. Le centre commercial d'origine, a été démoli en 2017 car il est devenu obsolète en termes de fonctionnalités, et un tout nouveau centre commercial Lippulaiva, deux fois plus grand, a été construit à sa place. En même temps que le centre commercial, la station de métro station Espoonlahti et la gare routière ont été construites sur le site. Une centrale géoénergétique a été construite sous le Lipulaiva et plusieurs bâtiments résidentiels au-dessus des ponts.

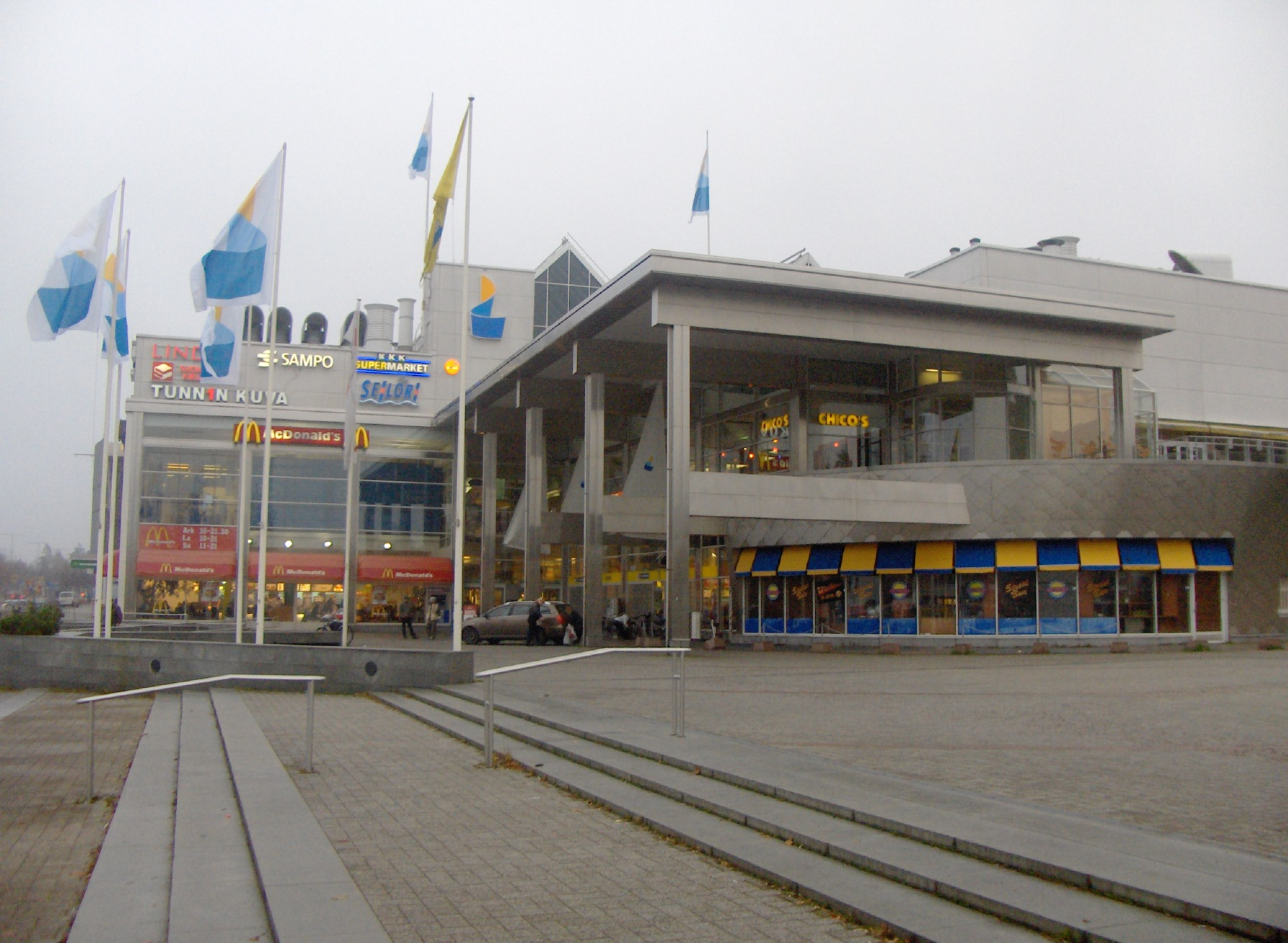
Lippulaiva en 2005.

## Présentation
En fin 2022, le bâtiment du centre commercial mesure environ 500 mètres de long. Le centre à une superficie de 150 000 m2, dont environ 44 000 m2 d'espaces commerciaux en location,. Prisma, K-Supermarket et Lidl sont situés au rez-de-chaussée. Les autres locataires majeurs du lieu sont Tokmanni, Jysk, la bibliothèque de Lippulaiva et Elixia. Environ 45 % de la superficie locative a été réservée aux épiceries, 10 % aux cafés et restaurants.
Le deuxième niveau comprend des boutiques spécialisées, une aire de jeux pour enfants et une salle de soins. Au troisième étage, il y a une salle de sport, une garderie privée, Terveystalo et les services de la ville d'Espoo, comme un centre d'affaires et la bibliothèque de Lippulaiva.
Le centre commercial accueille une centaine de boutiques, cafés, restaurants ou prestataires de services. La station de métro Espoonlahti et la gare routière d'Espoonlahti sont également situées à côté du centre. Le centre commercial est situé au-dessus des entrées de la station de métro Espoonlahti, la station de métro elle-même est située du côté sud-ouest du centre commercial. Le parking occupe deux étages et dispose de 150 bornes de recharge électrique.
Huit immeubles résidentiels sont reliés au bâtiment du centre commercial, dont quatre construits par Citycon et deux par Hausia. Les immeubles résidentiels abritent un total de 550 appartements. C'est la première fois que Citycon construit des appartements locatifs.

## Chauffage et refroidissement
Le centre commercial  Lippulaiva compte des puits géothermiques, 3 500 m2 de toit végétalisés et 2 500 m2 de panneaux solaires sur les toits et les murs,.
Lippulaiva est un bâtiment à énergie zéro et la géothermie est utilisée pour son chauffage et son refroidissement , en plus de quoi la chaleur excédentaire accumulée lors du refroidissement en été est utilisée pour le chauffage en hiver,. Selon le directeur du développement immobilier de Citycon, Risto Sepo, le complexe sera neutre en carbone dès le départ en termes de consommation d'énergie. Sous le bâtiment, il y a 170 puits géoénergétiques jusqu'à une profondeur d'environ 300 mètres. Le système de chauffage a été mis en place par Adven. À l'aide d'un système de contrôle intelligent, la consommation d'électricité de la ventilation peut être temporairement réduite lorsque la consommation d'électricité est à son maximum.
Citycon et Centre de recherche technique VTT surveillent la fonctionnalité des solutions énergétiques dans le cadre du projet SPARCS de l'Union européenne (communautés durables à énergie positive et zéro carbone) promouvant l'efficacité énergétique. Le centre commercial fera également l'objet d'une évaluation environnementale selon le système de certification LEED.